# Луговське сільське поселення
Луговське́ сільське поселення (рос. Луговское сельское поселение) — сільське поселення у складі Ханти-Мансійського району Ханти-Мансійського автономного округу Тюменської області Росії.
Адміністративний центр — селище Луговський.
Населення сільського поселення становить 3195 осіб (2017; 3212 у 2010, 3034 у 2002).
Станом на 2002 рік існували Луговська сільська рада (селища Кирпичний, Луговський, присілок Білогор'є) та Троїцька сільська рада (село Троїця, присілки Матка, Ягур'ях). Пізніше присілок Матка опинився на міжселенній території.

## Склад
До складу сільського поселення входять:
| Населений пункт     | Населення, осіб (2002) | Населення, осіб (2010) |
| ------------------- | ---------------------- | ---------------------- |
| Білогор'є, присілок | 289                    | 337                    |
| Кирпичний, селище   | 624                    | 669                    |
| Луговський, селище  | 1608                   | 1599                   |
| Троїця, село        | 333                    | 394                    |
| Ягур'ях, присілок   | 180                    | 213                    |